# Staniszcze Wielkie
Staniszcze Wielkie (dodatkowa nazwa w j. niem. Groß Stanisch, do 1946 Gross Zeidel) – wieś w Polsce położona w województwie opolskim, w powiecie strzeleckim, w gminie Kolonowskie.
Krótko po II wojnie światowej istniała gmina Staniszcze Wielkie.
W latach 1975–1998 miejscowość administracyjnie należała do ówczesnego województwa opolskiego.

## Opis
Obecnie Staniszcze Wielkie liczą 1169 mieszkańców, wioska nie posiada większych zakładów gospodarczych. We wsi funkcjonuje jednostka straży pożarnej, koło Mniejszości Niemieckiej, klub piłkarski, szkoła i przedszkole.

## Nazwa
Nazwa Staniszcze pochodzi od staropolskiego wyrazu "stanica" określającego miejsce postoju oraz budowlę o charakterze obronnym ze stajniami dla koni. Wywód ten potwierdza również topograficzny opis Górnego Śląska z 1865 roku wywodzący nazwę od polskiego słowa Stan oznaczającego miejsce postoju w podróży, który stanowił jeden z elementów prawa polskiego iure polonico. Odnotowuje to następujący fragment: "Der name wird von dem Worte Stan abgeleitet, was die den Dorfwhnern nach polnischen Rechte obliegende Verpflichtung zum Unterhalte der reisenden Herren bezeicht." czyli w języku polskim "Nazwa pochodzi od słowa Stan wywodzącego się z prawa polskiego i zobowiązującego mieszkańców wsi do posługi zatrzymującym się we wsi podróżnym".
Z kolei niemiecki nauczyciel Heinrich Adamy zalicza nazwę miejscowości do grupy nazw patronomicznych wywodząc ją od staropolskiego imienia Stanisław, które łączy ze sobą dwa człony Stani- ("stać, stać się, stanąć") oraz -sław ("sława") oznaczając "stawanie się sławnym". W swoim dziele o nazwach miejscowości na Śląsku wydanym w 1888 r. we Wrocławiu Adamy wymienia jako najstarszą zanotowaną nazwę miejscowości Stanyszcz podając jej znaczenie "Dorf des Stanislaw" czyli po polsku "Wieś Stanisława".
W 1295 w kronice łacińskiej Liber fundationis episcopatus Vratislaviensis (pol. Księga uposażeń biskupstwa wrocławskiego) miejscowość wymieniona jest jako wieś lokowana na prawie polskim iure polonico - Staniczche we fragmencie Staniczche [Hs. Stamczche] similiter solvitur more polonico.
W alfabetycznym spisie miejscowości na terenie Śląska wydanym w 1830 roku we Wrocławiu przez Johanna Knie wieś występuje pod zniekształconą, polską nazwą Wielke Stanyszcz oraz niemiecką - Gross Stanisch. Topograficzny podręcznik Górnego Śląska z 1865 roku notuje miejscowość pod  polską nazwą wielke Staniscza oraz niemiecką Gross Stanisch'. W okresie hitlerowskiego reżimu w latach 1936-1945 nazistowska administracja III Rzeszy zmieniła nazwę na nową, całkowicie niemiecką - Gross Zeidel.
| SIMC    | Nazwa       | Rodzaj     |
| ------- | ----------- | ---------- |
| 0496751 | Jaźwina     | przysiółek |
| 0496768 | Kowalowskie | przysiółek |

## Historia
Pierwsze zapiski o Staniszczach założonych na prawie polskim iure polonico pochodzą z lat 1295–1305, z danych spisu dziesięciny kościelnej (Księgi uposażeń biskupstwa wrocławskiego), natomiast dokumenty, w których mowa o Staniszczach Wielkich i Staniszczach Małych z 1519 r. Według wpisów w kronikach, Piastowie górnośląscy – książęta opolsko-raciborscy, właściciele ziemi strzeleckiej, często przyjeżdżali w te strony na polowania. Tereny te od dawna słynęły z ogromnych lasów, bogatych w zwierzynę, ptactwo i runo leśne. Prawdopodobnie w „małych staniach” zatrzymywano się na krótko, a w „dużych staniach” miał być dłuższy postój. Tutaj znajdowały się stajnie na 150 koni oraz pomieszczenia na sprzęt myśliwski.
W 1650 r. Staniszcze zostały własnością hrabiego Colonna, który postawił tu zameczek myśliwski (przy obecnym placu targowym). W latach 1754–58 hrabia Norbert Colonna dobudował do zamku drewnianą kapliczkę, obsługiwaną przez duchownych ze Szczedrzyka, otwartą dla wiernych. Kaplica mieściła ok. 15-20 osób. Po jego śmierci w 1798 r. kaplica została powiększona poprzez hrabiego Filipa Colonnę, który zmarł jako ostatni z rodu w 1807 r. 
Zamek wraz z kaplicą odziedziczyła parafia, a ziemie hrabia Andreas Maria Graf von Renard (1795-1874), który w 1838 r. rozebrał część zamku, by rozszerzyć budynek sakralny o prezbiterium, a w 1850 r. dobudować wieżę. W skład parafii wchodziły miejscowości i osady: Haraszowskie, Brzyniczka, Kolonowskie, Kowolowskie, Regolowiec, Fosowskie, Malapartus, Bendawice, Renardzkie Huty, Staniszcze Małe, Myślina, Kolejka, osada śródleśna, Conti (Kąty) z zamkiem myśliwskim, dziś Leśnictwo Dębie, Kąty-Grabina oraz dawny teren Dębie - Eichorst, dziś Nadleśnictwo Zawadzkie.
Drewniany kościółek spalił się w 1881 r. W latach 1883–1884 wybudowano nowy kościół o strzelistej neogotyckiej wieży, który do dzisiaj służy wiernym. Patronem kościoła został św. Karol Boromeusz.
W 1800 r. powstała w Staniszczach szkoła. W 1915 r. w budynku Dyrekcji Leśnej Staniszcze Wielkie (Forstdirektion Groß-Stanisch) powstał klasztor sióstr służebniczek NMP, które przyjechały do Staniszcz z Leśnicy. Zakon funkcjonuje do dzisiaj, z małą przerwą w latach 1954–1956. Siostry pod zarzutem germanizowania ludności zostały przymusowo wywiezione do klasztoru w Staniątkach koło Krakowa, a budynek przeznaczono na potrzeby gminy i Milicji Obywatelskiej. Budynek został zdemolowany. W październiku 1956 r. siostry zakonne wróciły do ruin. W miejscu zbezczeszczonym przez MO urządzono kaplicę z Najświętszym Sakramentem.

### Plebiscyt i powstanie
W 1910 roku 1020 mieszkańców mówiło w języku polskim, 16 w językach polskim i niemieckim, natomiast 72 osoby posługiwały się jedynie językiem niemieckim. W wyborach komunalnych w listopadzie 1919 roku 90 głosów oddano na kandydatów z list polskich, którzy zdobyli łącznie 2 z 7 mandatów. Od 1919 roku w miejscowości działało gniazdo Towarzystwa Gimnastycznego "Sokół". Podczas plebiscytu w 1921 roku we wsi uprawnionych do głosowania było 722 mieszkańców (w tym 77 emigrantów). Za Polską głosowało 500 osób, za Niemcami 199 osób. Podczas III powstania śląskiego miejscowość została obsadzona przez żołnierzy z Podgrupy "Linke". Od 20 maja Staniszcze Wielkie atakowane były przez siły niemieckie, zamierzające zająć Fosowskie. W wyniku bitew pod Myśliną i Dobrodzieniem, plany te nie powiodły się jednak. Do końca walk miejscowość pozostała w rękach powstańczych.

## Zabytki
Do wojewódzkiego rejestru zabytków wpisany jest:
- kościół par. pw. św. Karola Boromeusza, z 1883 r. Do parafii należą Staniszcze Wielkie i Fosowskie. W parafii działa chór kościelny i Caritas.

## Galeria

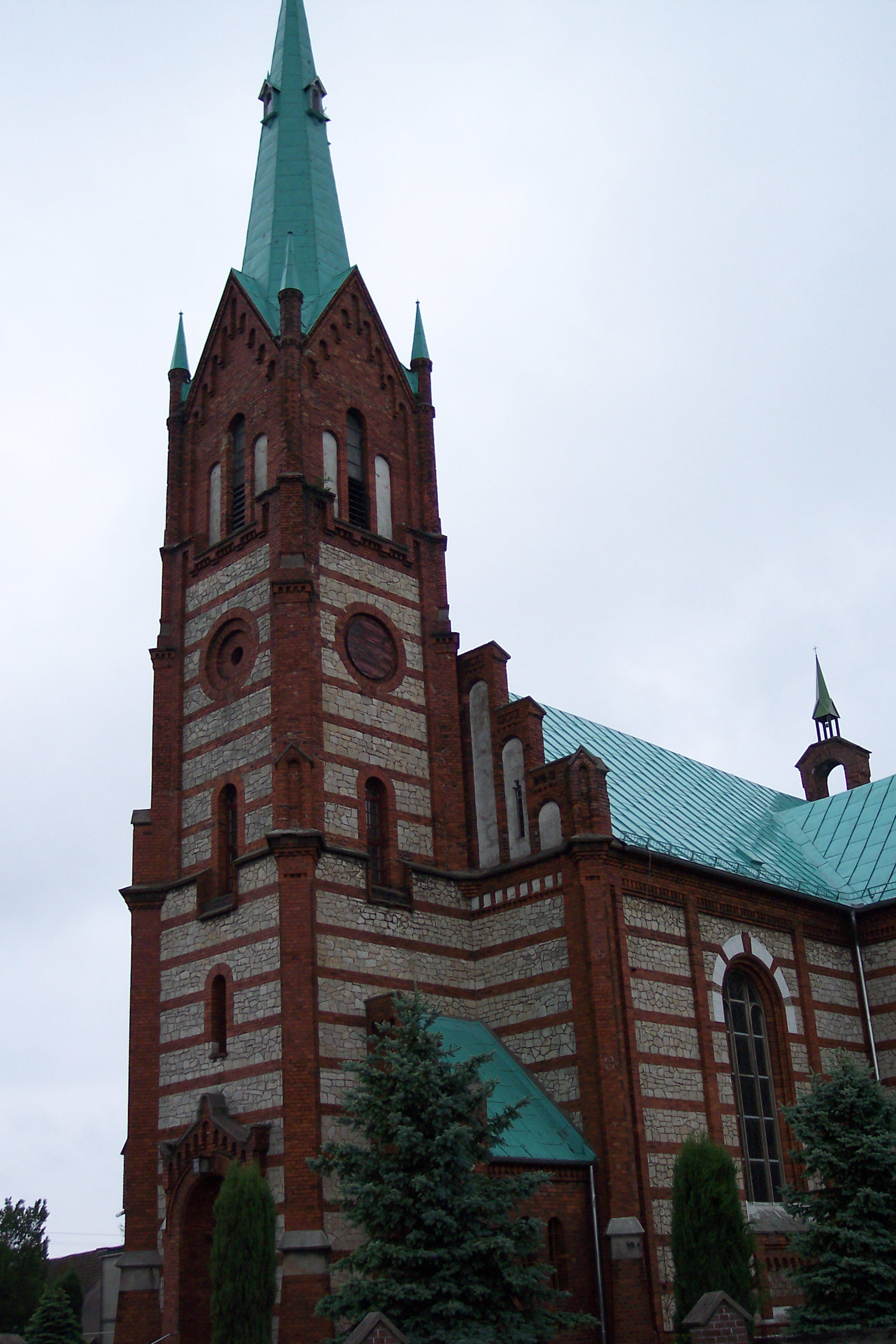
Kościół św. Karola Boromeusza
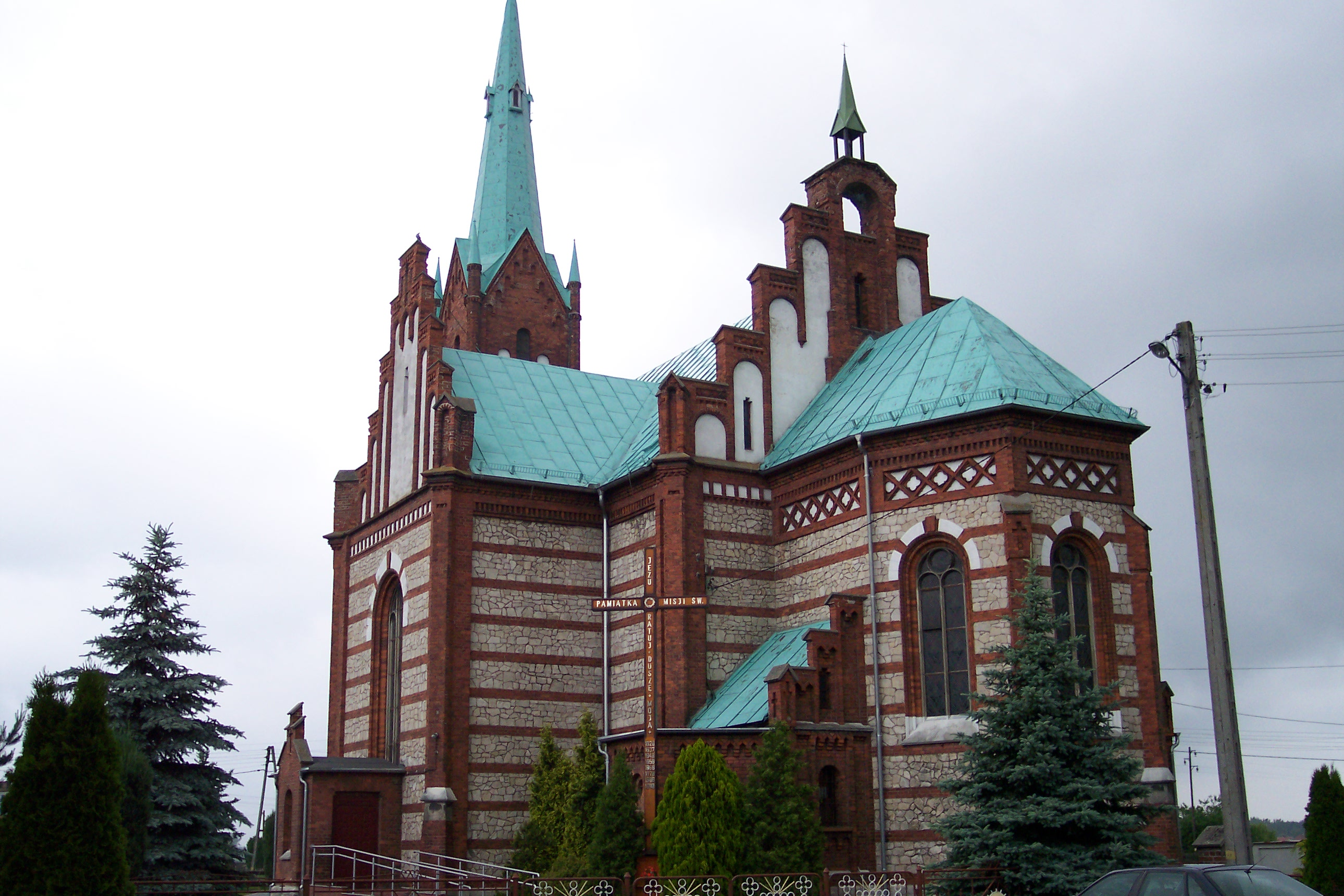
Kościół św. Karola Boromeusza
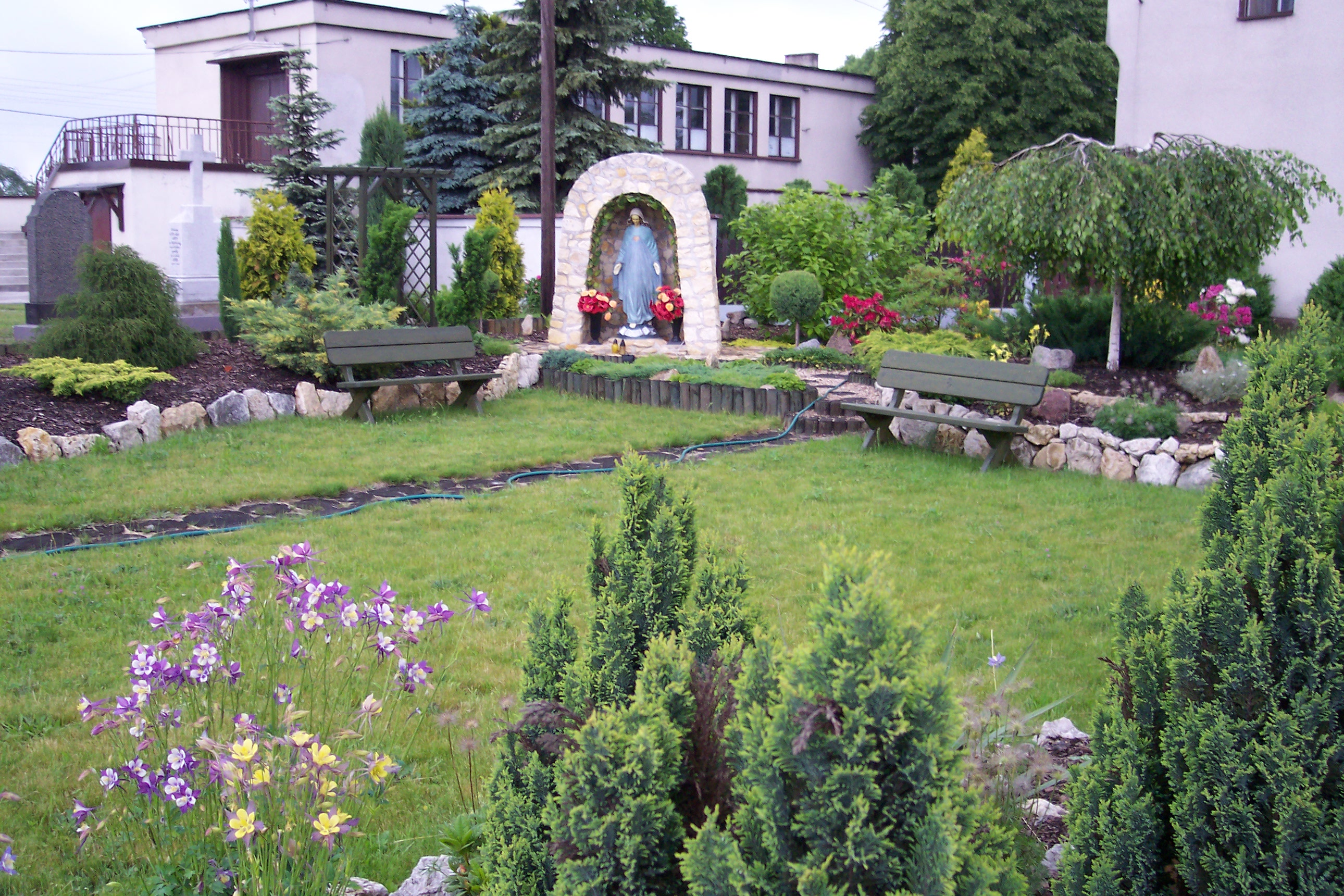
Obejście wokół kościoła
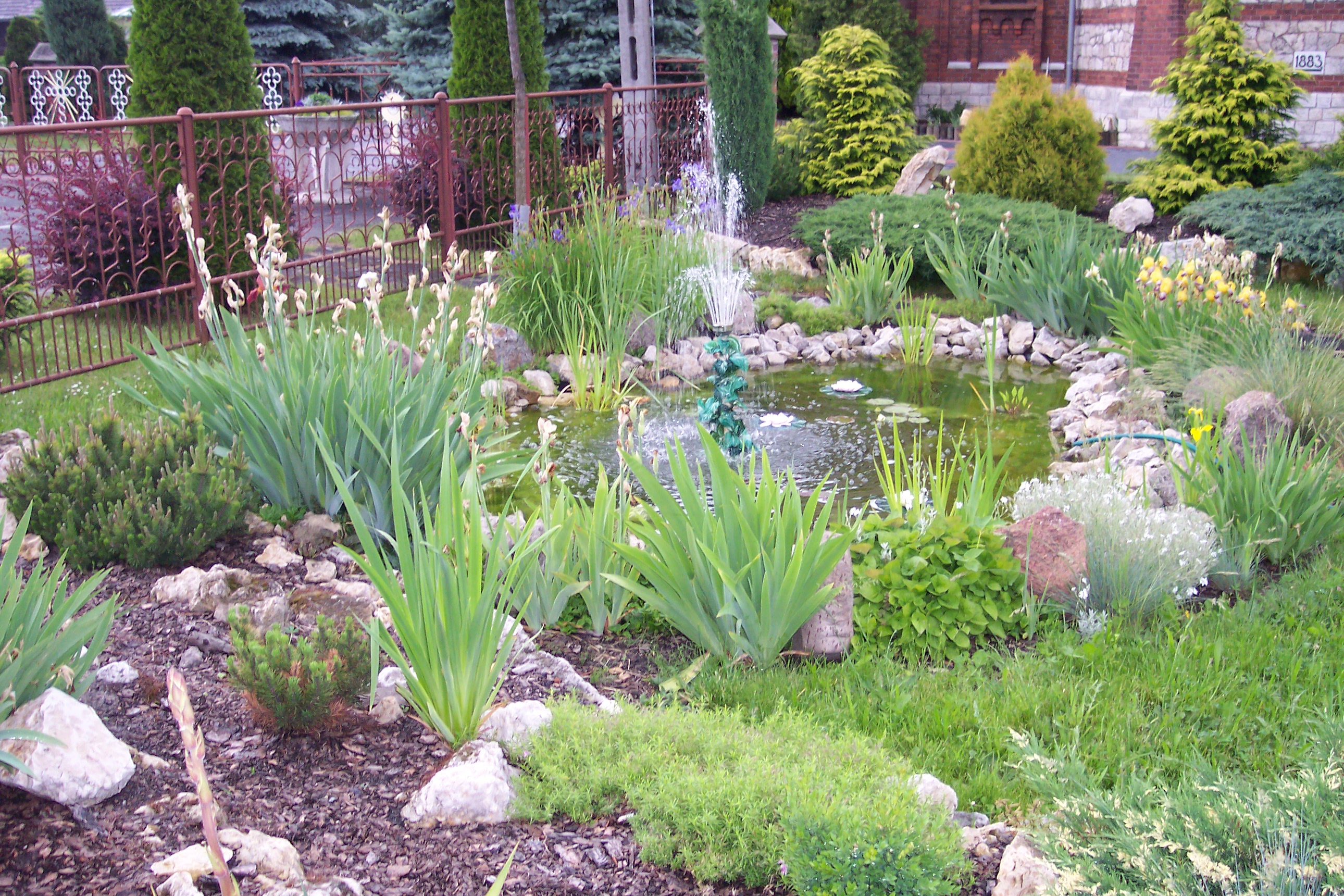
Obejście wokół kościoła
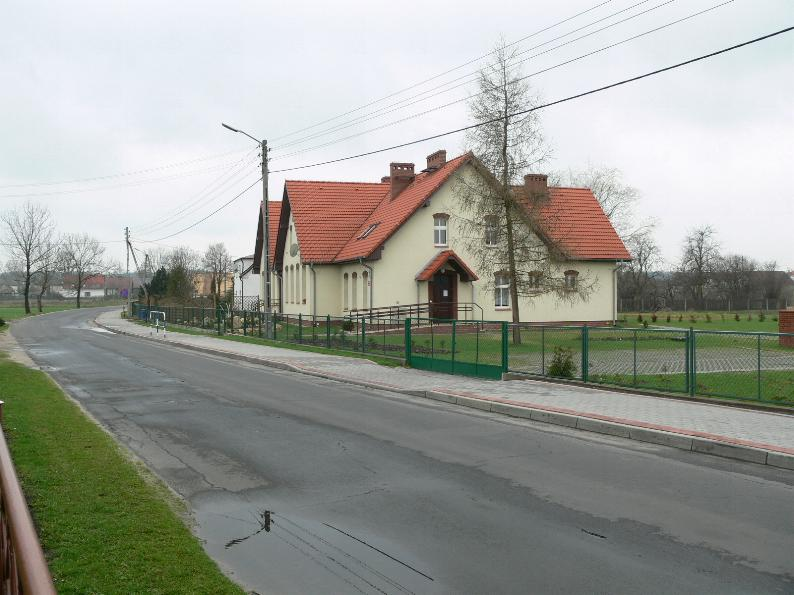
Przedszkole